# Nano-RAM
La tecnología Nano-RAM, patentada por la compañía Nantero, es un tipo de memoria de acceso aleatorio no volátil que se basa en la disposición de nanotubos de carbono sobre un sustrato que se asemeja a un chip. Teóricamente, la reducida dimensión de estos nanotubos posibilita la creación de memorias de una densidad extremadamente alta. Nantero también la denomina NRAM.

## Tecnología
La tecnología NRAM de primera generación de Nantero se basó en un dispositivo semiconductor de tres terminales, donde un tercer terminal se empleaba para cambiar el estado de la celda de memoria. Por otro lado, la tecnología NRAM de segunda generación se basa en una celda de memoria de dos terminales. Esta celda de dos terminales ofrece ventajas notables, como un tamaño de celda más reducido, una mejor adaptación a escalas inferiores a 20 nm y la capacidad de desactivar la celda de memoria durante el proceso de fabricación.
En una matriz compuesta por nanotubos de carbono (NTC) dispuestos en una tela no tejida, los nanotubos se entrecruzan y pueden estar en contacto o separados ligeramente en función de su posición. Cuando están en contacto, estos nanotubos de carbono se mantienen unidos gracias a las fuerzas de Van der Waals. Cada "celda" de NRAM se compone de una malla interconectada de nanotubos de carbono situada entre dos electrodos. La estructura de nanotubos se encuentra en medio de dos electrodos metálicos que son definidos y grabados a través de fotolitografía, y juntos conforman la celda NRAM.

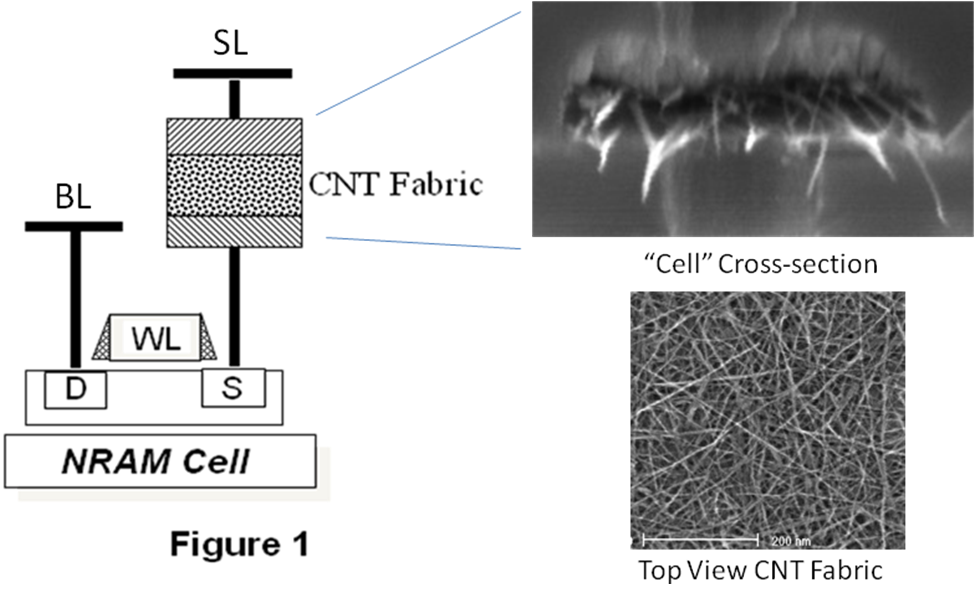
Tejido de nanotubos de carbono

La NRAM funciona como una memoria RAM (Memoria de Acceso aleatorio) resistiva no volátil y puede operar en dos o más modos resistentes según el estado resistivo de la estructura de nanotubos de carbono (NTC). Cuando los NTC no están en contacto, el estado de resistencia de la tela es alto, lo que representa un estado de "apagado" o "0". Cuando los NTC entran en contacto, el estado de resistencia de la tela es bajo, representando un estado de "encendido" o "1". La NRAM funciona como memoria porque ambos estados resistentes son muy estables. En el estado 0, los NTC (o una parte de ellos) no están en contacto y permanecen separados debido a la rigidez de los NTC, lo que resulta en un estado de alta resistencia o baja medición de corriente entre los electrodos superior e inferior. En el estado 1, los NTC (o una parte de ellos) están en contacto y permanecen unidos debido a las fuerzas de Van der Waals entre los NTC, lo que resulta en un estado de baja resistencia o alta medición de corriente entre los electrodos superior e inferior. Es importante tener en cuenta que otras fuentes de resistencia, como la resistencia de contacto entre el electrodo y el NTC, pueden ser significativas y también deben ser consideradas.

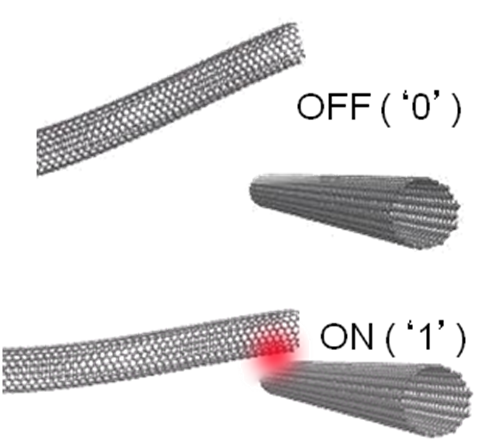
Puntos de contacto de nanotubos de carbono

Para cambiar el estado de la NRAM, se aplica un pequeño voltaje mayor que el voltaje leído entre los electrodos superior e inferior. Si la NRAM se encuentra en el estado 0, este voltaje aplicado genera una atracción electrostática entre los NTC cercanos, lo que da lugar a una operación de configuración (SET). Una vez eliminado el voltaje aplicado, los NTC permanecen en el estado 1, que es de baja resistencia, debido a la adhesión física (fuerza de Van der Waals) con una energía de activación (Ea) de aproximadamente 5 eV.
Por otro lado, si la celda de NRAM está en el estado 1, la aplicación de un voltaje mayor que el voltaje leído produce excitaciones de fonones NTC con suficiente energía para separar las uniones CNT. Esto corresponde a una operación de reinicio (RESET) impulsada por fonones. Los NTC permanecen en el estado "apagado" o de alta resistencia debido a la alta rigidez mecánica (módulo de Young de 1 TPa) con una energía de activación (Ea) mucho mayor que 5 eV.
Debido a la elevada energía de activación (> 5 eV) necesaria para cambiar entre estados, el interruptor NRAM es resistente a interferencias externas, como la radiación y las variaciones de temperatura de funcionamiento, que pueden borrar o invertir memorias convencionales, como la DRAM.

Interruptor NTC

Las NRAM se fabrican depositando una capa uniforme de nanotubos de carbono (NTC) sobre un conjunto predefinido de controladores, como transistores. El electrodo inferior de la celda NRAM entra en contacto con la vía subyacente (electrónica) que conecta la celda con el controlador. El electrodo inferior puede fabricarse como parte de la vía subyacente o puede fabricarse simultáneamente con la celda NRAM, cuando la celda se define y graba fotolitográficamente. Antes de definir y grabar fotolitográficamente la celda, se deposita un electrodo superior en forma de película metálica sobre la capa de NTC para que el electrodo metálico superior se modele y grabe durante la definición de la celda NRAM.
Tras la pasivación dieléctrica y el relleno del conjunto, el electrodo metálico superior se expone mediante la eliminación del dieléctrico superpuesto mediante un proceso de alisado, como la planarización químico-mecánica. Con el electrodo superior expuesto, se fabrica el siguiente nivel de interconexión de cables metálicos para completar el conjunto NRAM. Utilizando un arreglo de interconexión en forma de rejilla cruzada, la NRAM y el controlador (la celda) forman un conjunto de memoria similar a otros conjuntos de memoria. Es posible seleccionar una sola celda aplicando los voltajes adecuados a la línea de palabras (WL), línea de bits (BL) y líneas de selección (SL) sin perturbar las demás celdas en el conjunto."

## Historia
Nantero fue fundada en 2001 y tiene su sede en Woburn, Massachusetts . Debido a la enorme inversión en plantas de fabricación de semiconductores flash, ninguna memoria alternativa ha reemplazado a la flash en el mercado, a pesar de las predicciones ya en 2003 sobre la inminente velocidad y densidad de NRAM.  
En 2005, la NRAM fue anunciada como una memoria universal y Nantero predijo que empezaría su producción a finales de 2006.  En agosto de 2008, Lockheed Martin adquirió una licencia exclusiva para aplicaciones gubernamentales de la propiedad intelectual de Nantero. 
A principios de 2009, Nantero tenía 30 patentes estadounidenses y 47 empleados, pero aún se encontraba en la fase de ingeniería.  En mayo de 2009, se probó una versión de NRAM resistente a la radiación en la misión STS-125 del Transbordador Espacial Atlantis estadounidense. . 
La empresa permaneció tranquila hasta que en noviembre de 2012 se anunció otra ronda de financiación y colaboración con el centro de investigación belga imec   Nantero recaudó más de 42 millones de dólares durante la ronda D de noviembre de 2012.  Entre los inversores se encontraban Charles River Ventures, Draper Fisher Jurvetson, Globespan Capital Partners, Stata Venture Partners y Harris & Harris Group . En mayo de 2013, Nantero completó la serie D con una inversión de Schlumberger . 
EE Times incluyó a Nantero como una de las "10 principales empresas emergentes a seguir en 2013". 